# Атлетік Більбао кантера
Кантера Атлетік Більбао — юнацька система іспанського професійного футбольного клубу, що бере гравців у дитинстві й готує до входження в дорослі команди.
Кінцевою командою на виході з юнацької системи є Ювеніль А (баск. Gazteak A) - юнацька команда до 18 років, що представляє клуб у національних змаганнях. Потім успішні випускники зазвичай переходять до фарм-клубу «Басконія», або рідше до команди резерву «Більбао Атлетік», що їх також вважають частиною кантери як етапи на шляху до старшої команди, хоча й змагаються в системі ліг серед дорослих.
Академія базується в клубному тренувальному комплексі «Лесама». Цим словом часто називають і саму систему.

## Передумови та структура
Найкращі футбольні клуби іспанських ліг зазвичай надають великого значення розробці своєї кантери для виховання власних гравців або продажу до інших клубів як джерела доходу. Як клуб, який має невеликий пул гравців на вибір через свою політику, спрямовану лише на басків, цей акцент на доморощених талантах ще більш важливий для Атлетік Більбао.    

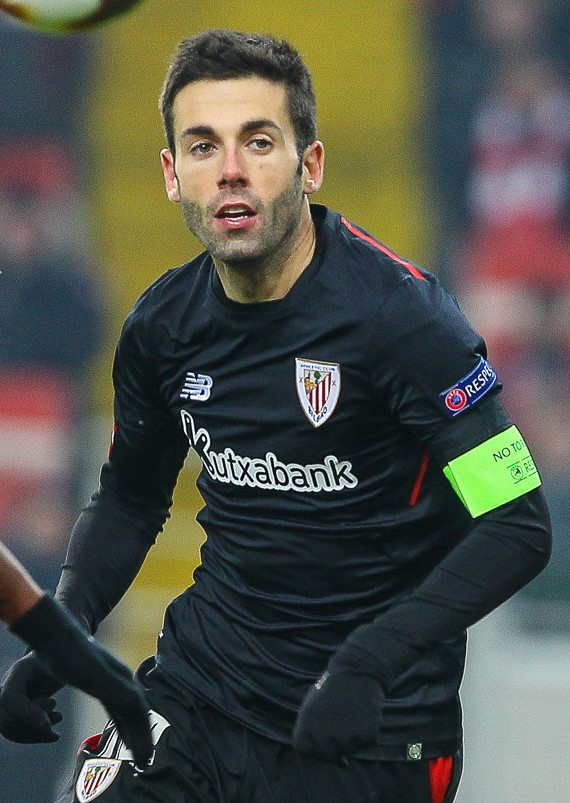
Маркель Сусаета - приклад гравця, який приєднався до клубу в молодому віці, стабільно просувався по всіх молодіжних рівнях і утвердився у старшій команді

Більшість гравців старшої команди останніх сезонів є випускниками молодіжної академії:  15 членів команди у 2014 році (за аналізом Футбольної обсерваторії CIES ).   2016 року загалом 17 "доморощених гравців" (згідно з правилами УЄФА: три роки тренувань у віці від 15 до 21 року), які все ще перебували в їхньому клубі, був найвищим серед європейських ліг "великої п'ятірки"  значно більше, ніж всі інші елітні клуби, крім сусідів « Реал Сосьєдад» .   Включаючи вісім колишніх слухачів в інших відповідних клубах, загалом 25 доморощених гравців Athletic посіли п’яте місце серед усіх континентів, хоча лише третє місце в Іспанії після « Реала» та «Барселони», які зберегли лише декілька професіоналів високого рівня, яких вони випустили . Більше того, подальший аналіз на кінець року продемонстрував, що ці випускники були не просто резервними членами загону, а невід'ємними елементами команди, залученими до 64% хвилин у Ла-Лізі 2016-2017, де вони фінішували на 7 місці. 
Ядро хлопчиків з місцевої Біскайської провінції спочатку вводять команди Lezama Alevín приблизно в 10 років  і заздалегідь віковою групою кожен сезон через рівні Infantil, Cadete і Juvenil; діють угоди про співпрацю з невеликими клубами в провінції, співробітники яких співпрацюють зі скаутами Атлетіка для виявлення будь-яких визначних талантів, що з’являються на кожному етапі.  Гравці, яких Атлетік утримує після перебування в "Ювеніль А" (віком близько 18 років), зазвичай приєднуються до фермерської команди клубу в Басаурі, Басконія, граючи на регіоналізованому четвертому рівні іспанської дорослої системи. Їх склад, як правило, розширюється за рахунок підписання контрактів з іншими молодіжними клубами регіону,  зокрема, Данок Бат   та Антігуоко  які регулярно кидають виклик професійним командам академії за титул у своїй групі Дивізіон de Honor. Низка старших гравців також походять з клубу " Txantrea " у Памплоні   який уклав угоду про співпрацю з "Атлетіком"  (продовжено ще на чотири роки 2017 року). 

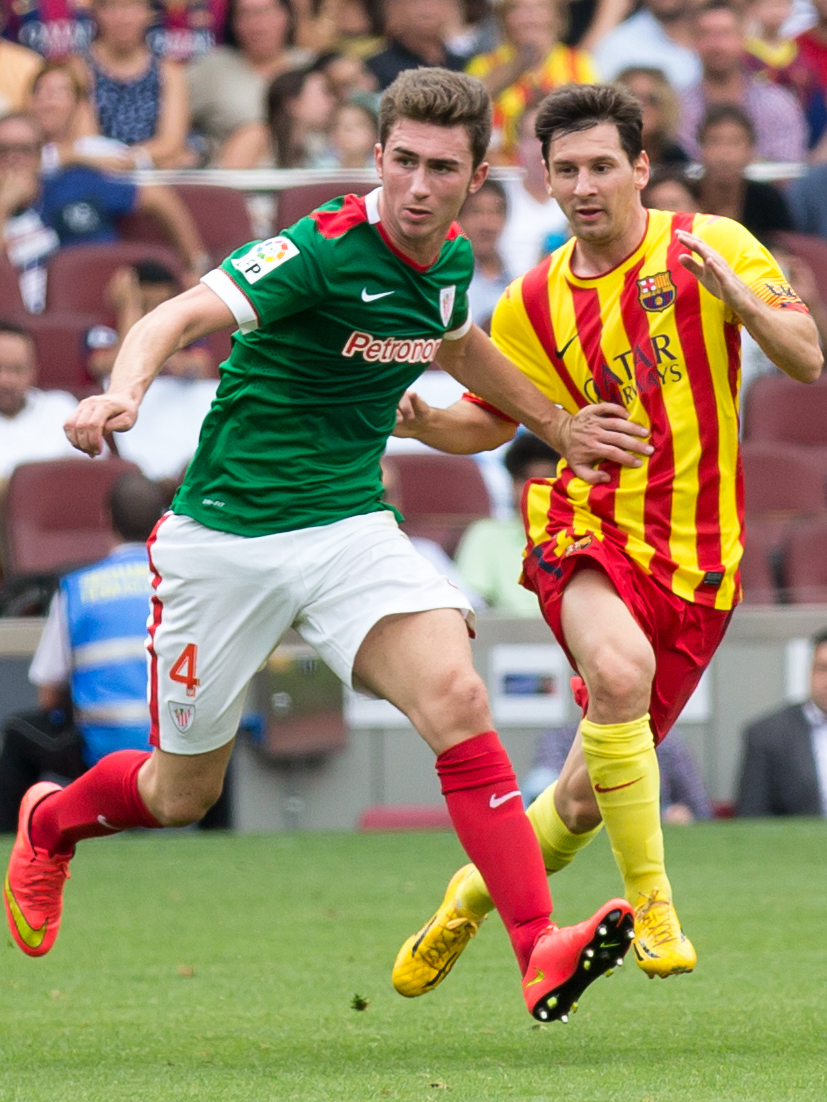
Трансфер 2018 року випускника молодіжної системи Аймерика Лапорта (ліворуч) приніс клубові дохід у розмірі 64 мільйони євро

Футболісти зазвичай проводять один-два сезони в Басконії, деякі йдуть в оренду до інших місцевих клубів, перш ніж найкращих відберуть до резервної команди " Більбао Атлетік", а потім до старшої команди, коли вважатимуть, що вони вже готові до цього.  У цій послідовності є винятки; зокрема, Ікер Муньяїн подавав такі великі надії, що 2008 року його достроково підвищили до Ювеніль А в 15 років, а як тільки в січні 2009 року йому виповнилось 16 років він увійшов до складу "Більбао Атлетік", і на початку наступного сезону вже був гравцем першої команди.

Перший великий прибуток від продажу свого вихованця клуб одержав влітку 2005 року, коли до Челсі за 12 мільйонів євро продали  Асьєра дель Хорно  . У січні 2018 року Аймерік Лапорт (один з небагатьох французьких гравців, які грали за клуб на будь-якому рівні) переїхав до Манчестер Сіті за приблизно 64 млн € передбачених контрактом відпускних.  Цю угоду перевершено через сім місяців, коли Челсі змушений був заплатити за воротаря Кепу Аррізабалагу, що був у Атлетіку з 9 років, відпускні в розмірі 80 мільйонів євро, що зробило його найдорожчим воротарем у світі .  
1. ↑  Хаві Мартінес та Андер Еррера були куплені за великі кошти, проте не були вихованцями Атлетіка; Фернандо Льоренте departed for nothing under freedom of contract

## Відомі гравці
Серед видатних випускників, які пройшли через молодіжну систему на шляху до заснування старшої команди Атлетік та / або інших клубів (з моменту відкриття Лезами в 1971 році), є:
гравці, які зараз працюють у Athletic, напівжирним шрифтом, випускний рік у дужках
| - Хосе Рамон Алесанко (1973) - Andoni Goikoetxea (1974) - Мануель Сарабіа (1974) - Естаніслао Аготе (1975) - Miguel de Andrés (1976) - Сантьяго Уркіага (1976) - Miguel Ángel Sola (1976) - Iñigo Liceranzu (1977) - Txema Noriega (1977) - Ismael Urtubi (1978) - Luis de la Fuente (1978) - Хуліо Салінас (1981) - Patxi Salinas (1981) - Хенар Андрінуа (1982) - Patxi Ferreira (1984) - Рафаель Алькорта (1985) - Андер Гарітано (1986) - Хосу Уррутія (1986) - Andoni Lakabeg (1986) - Рікардо Мендігурен (1987) - Xabier Eskurza (1988) - Айтор Ларрасабаль (1989) - Kike Burgos (1989) - Хаві Грасія (1989) - Óscar Tabuenka (1989) - Juan José Valencia (1991) - Айтор Каранка (1992) - Хулен Герреро (1992) - Edu Alonso (1992) - Javi González (1993) - Bolo (1993) - Гаїска Гарітано (1993) - Óscar Vales (1994) - Феліпе (1994) | - César Caneda (1995) - Iñaki Lafuente (1995) - Даніель Арансубія (1997) - Франсиско Єсте (1997) - Асьєр Дель Орно (1999) - Карлос Гурпегі (1999) - Joseba Arriaga (2000) - Андоні Іраола (2000) - Ander Murillo (2001) - Фернандо Амореб'єта (2003) - Фернандо Льоренте (2003) - Маркель Сусаета (2005) - Анаїц Арбілья (2005) - Беньят (2005) - Яго Еррерін (2006) - Енеко Боведа (2006) - Мікель Сан Хосе (2007) - Юрі Берчіче (2007) - Isma López (2007) - Андер Ітурраспе (2007) - Хав'єр Ерасо (2008) - Ікер Муньяїн (2009) - Йон Ауртенече (2010) - Унаї Бустінса (2011) - Емерік Ляпорт (2011) - Кепа Аррісабалага (2012) - Іньякі Вільямс (2013) - Унаї Лопес (2013) - Алекс Реміро (2013) - Єрай Альварес (2013) - Іньїго Кордоба (2014) - Унаї Сімон (2014) - Унаї Нуньєс (2015) |